# Yūdai Tanaka
Yūdai Tanaka (田中 雄大?, Tanaka Yūdai; Yasu, 8 agosto 1988) è un ex calciatore giapponese, di ruolo difensore.

## Palmarès

### Nazionale
- Universiadi:   1

Belgrado 2009